# Early Winter
Early Winter is een single van Gwen Stefani afkomstig van haar tweede solo-album The Sweet Escape. Het nummer werd geschreven door Tim Rice-Oxley, pianist van de Britse band Keane. Het is de vijfde en laatste single uit het album.

## Kritieken
Early Winter werd goed onthaald door de muziekpers. Digital Spy beschreef de song als Stefani's beste song uit haar solocarrière tot nog toe. De The New York Times had het over een van de betere songs op het album.

## Videoclip
De videoclip werd geregisseerd door Sophie Muller en werd opgenomen in Milaan, Praag en Boedapest. Hij debuteerde op 18 december 2007 in MTV's Total Request Live.

## Hitnotering
Early Winter kwam op 22 december 2007 binnen in de Vlaamse Ultratip en bleef zes weken in deze hitparade staan, maar haalde uiteindelijk de Ultratop 50 niet. Eveneens werd de single niet genoteerd in de Nederlandse Top 40. De single bereikte een zesde plaats in de Duitse hitparade en bereikte ook enkele top 10-plaatsen in Oost-Europa.

## Inhoud cd-single
1. "Early Winter" (Album Version) – 4:45
2. "Early Winter" (Live) – 6:52
3. "Early Winter" (Instrumental) – 4:47